# Living in the Past
Living in the Past är ett samlingsalbum av den brittiska gruppen Jethro Tull, utgivet 1972. Det innehåller låtar från gruppens tidigare album, singlar med b-sidor, en EP, samt några tidigare outgivna spår. Albumet är uppkallat efter gruppens första hitsingel, som också finns med här. "Living in the Past" släpptes 1969 och blev en framgång i Storbritannien, men blev en hitsingel i USA först i samband att det här albumet lanserades. Två av låtarna "By Kind Permission Of" och "Dharma for One", är inspelade live i Carnegie Hall. "Wond'ring Again" är en ödesmättad framtidsvision kombinerad med Ian Anderssons förkärlek för den ålderdomliga engelskan.
I original utkom albumet som en dubbel-LP med bilder och information i mitten av albumkonvolutet. Över 50 foton på gruppen under konsert och vid andra tillfällen fanns att beskåda, samt en detaljerad lista över låtarna med inspelningsdatum och medverkande musiker angivet. CD-utgåvor innehåller bara ett fåtal av bilderna som finns med på vinylutgåvorna.

## Låtlista
LP 1, sida 1
1. "Song for Jeffrey" (remix av albumspår från This Was) – 3:18
2. "Love Story" (stereo remix av 1968 singel) – 3:00
3. "Christmas Song" (stereo remix av 1968 singel) – 2:56
4. "Living in the Past" (stereo remix av 1969 singel) – 3:18
5. "Driving Song" (stereo remix av 1969 singel) – 2:37
6. "Bourée" ("Bourrée i E-moll" av Bach, arr.: Jethro Tull, från albumet Stand Up) – 3:40

LP 1, sida 2
1. "Sweet Dream" (stereo remix av 1969 singel) – 4:00
2. "Singing All Day" (tidigare outgiven, inspelad 1969) – 3:03
3. "Teacher" (remix av spår från USA-versionen av Benefit) – 4:06
4. "Witches Promise" (stereo remix av 1970 singel) – 3:48
5. "Inside" (från albumet Benefit) – 3:42
6. "Just Trying to Be" (tidigare outgiven, inspelad 1970) – 1:34

LP 2, sida 1 (inspelad live i Carnegie Hall i New York City 4 november 1970)
1. "By Kind Permission Of" (instrumental skriven av John Evan, tidigare outgiven) – 10:07
2. "Dharma for One" (av Ian Anderson/Clive Bunker, tidigare outgiven) – 9:55

LP 2, sida 2
1. "Wond'ring Again" (tidigare outgiven, inspelad 1970) – 4:11
2. "Locomotive Breath" (från albumet Aqualung) – 4:24
3. "Life Is a Long Song" (från EP 1971) – 3:17
4. "Up the 'Pool" (från EP 1971) – 3:09
5. "Dr. Bogenbroom" (från EP 1971) – 2:58
6. "For Later" (instrumental från EP 1971) – 2:06
7. "Nursie" (från EP 1971) – 1:35

## Listplaceringar
| Lista (1972-1973) | Position            |
| ----------------- | ------------------- |
| Australien        | 2 (Go Set)          |
| Finland           | 6                   |
| Kanada            | 1 (RPM)             |
| Norge             | 5 (VG-lista)        |
| Storbritannien    | 8 (UK Albums Chart) |
| Sverige           | 12 (Kvällstoppen)   |
| USA               | 3 (Billboard 200)   |
| Västtyskland      | 8                   |